# Martin Hussingtree
Martin Hussingtree est une localité d'Angleterre située dans le comté du Worcestershire. En 2021, 272 habitants y sont recensés.